# Sandra McGee Deutsch
Sandra McGee Deutsch (1950) es una historiadora estadounidense, catedrática de historia latinoamericana en la Universidad de Texas en El Paso. Está especializada en el estudio de la derecha argentina.

## Biografía
Nacida en 1950 en Chicago Heights, se doctoró en la Universidad de Florida en 1979. Desde 1984 trabaja como docente e investigadora en la Universidad de Texas en El Paso.

## Obras
- — (1999). Las Derechas. The Extreme Right in Argentina, Brazil, and Chile, 1890-1939. Stanford: Stanford University Press.[1][3][4][5]
- — (2003). Contrarrevolución en la Argentina. 1900-1932. La Liga Patriótica Argentina. Buenos Aires: Universidad Nacional de Quilmes.[6]
- — (2010). Crossing Borders, Claiming a Nation, A History of Argentine Jewish Women, 1880–1955. Durham y Londres: Duke University Press.[7]